# پسر ساتیامورتی
پسر ساتیامورتی 
(به تلوگویی: S/O Satyamurthy) فیلمی محصول سال ۲۰۱۵ و به کارگردانی تریویکرام سرینیواس است. در این فیلم بازیگرانی همچون آلو آرجون، اوپندرا راو، سامانتا روت پرابو، نیتیا منن، سنها، آدا شارما، راجندرا پراساد، پراکاش راج، سامپات راج، ونلا کیشور و براماندام ایفای نقش کرده‌اند.